# 사회적 고립

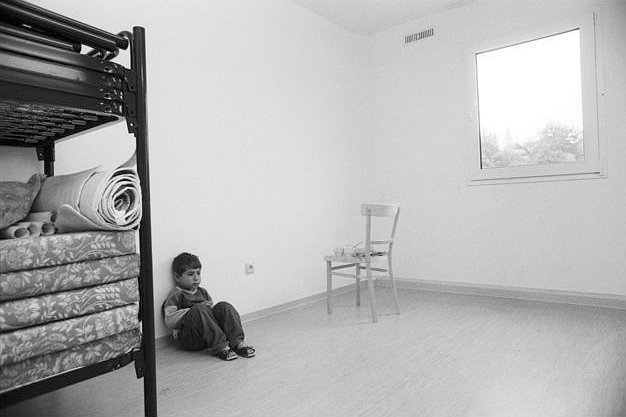

사회적 고립(Social isolation)은 인간을 포함한 사회적 동물이 그 사회의 관계, 예컨대 사람이면 인간관계에 참여하지 않고 고립되는 것이다. 집단에 속해 있지 않으며 고립되고 소외되어 있다 느낀다. 주변에 맴돌거나 집단으로 함께 어울리기를 피하고 혼자 하는 활동에 몰입한다. 주로 대인관계를 맺을 돈이 없고 경제적 어려움을 겪는 독거노인에게 나타난다.

## 개요
개인과 사회의 접촉이 거의 혹은 완전히 없는 상태이다. 외로움(loneliness)과는 다른데, 외로움은 일시적이며 다른 사람과의 접촉이 단절된 것이 자발적이지 않다. 사회적 고립은 연령대마다 증상은 다르지만 어느 연령대에서든 나타날 수 있는 문제이다.
사회적 고립은 일시적인 것일 수도 있지만, 고립 주기가 오래될 수도 있다. 모든 사회적 고립은 집안에 오래 머물러 있거나 가족•지인•친구와 의사소통이 없거나, 사람 만날 기회가 생겨도 자발적으로 회피한다.

## 영향
수년간 사회적 고립을 겪게 되면 실존에 관한 모든 측면에 영향을 주는 만성 질환이 될 수 있다. 사회적 고립은 외로움의 느낌, 타인에 대한 두려움, 부정적인 자존감 등을 야기한다. 지속적으로 사람과 접촉하지 않으면 주변 친구들과의 갈등을 야기하기도 한다. 사회적 고립을 겪는 사람들은 종종 가족구성원과 이야기하거나 가족들에게 문제를 일으킨다.
기분 관련 고립의 경우, 개인은 우울이 단발적으로 발생하는 시기에 기분이 좋아지면 '수면으로 떠오르기(surface)' 위하여 고립을 택하기도 한다.이들은 은둔의 고립된 행동을 즐길만한 혹은 편안한 것으로 정당화할 수도 있다. 혹은 고립을 택한 당사자가 고립으로 불안이 고조되는 것을 느끼고 잘못되었다고 스스로 판단하는 경우도 있다. 대인관계는 투쟁이 될 수도 있는데, 이 경우 건강한 기분에서는 타인과 만나고 우울하거나 저조한 기분에서는 고립 상태로 되돌아 간다.
사회적 고립의 위험 정도는 흡연, 기타 생체의학적 혹은 심리사회적 위험요인에 비견된다. 그러나 사회적 고립이 건강에 왜 그리고 어떻게 위험한지, 반대로 사회적 유대(social ties)와 대인관계가 건강을 유지하는 것에 대한 이유와 그 방식에 대하여 알려진 부분은 극히 제한적이다.

## 인지적 사회적 고립
연구에 따르면, 인지적 사회적 고립(perceived social isolation, PSI)은 인지수행(cognitive performance)과 실행기능(executive functioning)이 빈약해지고, 인지저하(cognitive decline) 속도가 더 빨라지며, 부정적이고 우울한 인지가 늘어나고, 사회적 위협(social threat)에 대한 민감도(sensitivity)와 사회적 인지(social cognition)에서의 자기방어적 확증편향(self-protective confirmatory bias) 수준이 높아지게 하는 위험요소이자 원인이 된다.(Cacioppo & Hawkley, 2009) 또한 인지적 사회적 고립은 노화과정을 가속화하기도 한다. 윌슨(Wilson) 등은 2007년 연구에서, 사회 네트워크 규모와 사회적 활동의 빈도를 통제한 이후, 인지적 사회적 고립은 인지저하와 알츠하이머병의 전조가 될 수 있다고 밝혔다. 게다가 사회적 고립을 느끼는 개인간의 사회적 상호작용은 오히려 더 부정적이고 주관적인 만족도도 더 낮은 것으로 밝혀졌다.(Hawkley, Preacher, and Cacioppo, 2007). 이는 개인이 더욱 고립되는 악순환을 낳게 된다.

### 뇌신경영상 연구
인지적 사회적 고립에 관한 최초의 휴지상태 기능자기공명영상(resting-state fMRI) 기능 연결성(functional connectivity, FC) 연구에서, 인지적 사회적 고립은 강장 각성(tonic alertness)과 관련된 신경망(neural network)인 대상-판개 네트워크(cingulo-opercular network)의 몇몇 절(node) 간의 휴지상태 기능 연결성이 증대하는 것과 연관되는 것으로 밝혀졌다.(Layden et al., 2017) 또한 인지적 사회적 고립은 대상-판개 네트워크와 우측상전두회 혹은 우측위이마이랑(right superior frontal gyrus) 간의 휴지상태 기능 연결성이 감소하는 것과 관련되어 있었는데, 이는 수행통제(executive control) 능력이 저하되었음을 시사한다. 카치오포(Cacioppo) 등이 연구로 밝힌 것은, 고독한 사람들은 물체를 찍은 사진보다 사람들이 기뻐하는 모습을 담은 사진에서 복측 선조체(ventral striatum) 활동이 더 약해지는 현상을 보인다는 것인데, 이는 사회적 자극(social stimuli)에 대한 보상이 감소되었다는 것을 시사한다. 또한 고독한 사람들은 사물 사진보다 부정적인 표정을 하는 사람들의 사진을 보았을 때 시각피질(visual cortex) 활동이 더 커지는 현상을 보였다. 외롭지 않은 사람은 마음이론(theory of mind)과 관련된 영역인 측두정엽 혹은 측두두정접합(temporoparietal junction, TPJ) 좌우양쪽 모두 더 활성화되는 모습을 보였다. 전문가들은 고독한 사람들은 부정적인 사회적 자극에 더 주목하지만, 고독하지 않은 사람들은 고독한 사람들에 비하여 타인의 시각에서 바라볼 수 있는 능력이 훨씬 높다는 것을 보여주는 발견이라고 해석한다.
게다가 카나이(Kanai) 등은 2012년 연구에서, 생물학적 움직임(biological motion)을 계산하거나 정신을 가다듬거나 사회적 인지를 담당하는 좌측 후부상측두구(posterior superior temporal sulcus, pSTS)의 회백질(gray matter) 밀도와 부적 상관(negative correlation)이 있다는 것을 밝혔다. 이는 '쓰거나 잃거나(use it or lose it)'라는 생각과 연관되어 있어, 자극 박탈이 자극 처리 관련 영역의 위축을 초래한다는 것이다.

## 배경
사회적 고립은 정서적 혹은 심리적 문제를 일으키는 원인일 수도 있지만, 역으로 정서나 심리상의 문제로 인해 발생하는 증상일 수도 있다. 원인으로서는, 세상과 타인과의 상호작용이 불가능하다는 것을 인지하게 되어 이러한 정서적 심리적 문제들이 계속 반복하게 한다. 증상으로서는, 고립 기간이 만성적(chronic)이거나 단기적(episodic)일 수 있는데, 기분의 주기적 변화, 특히 우울증상(clinical depression)의 주기적 변화에 따라 좌우된다.
이러한 유형의 뿌리깊은 사회적 고립이 일상에서 나타나는 측면은 다음과 같다.
- 혼자 있고 싶다고 바라서가 아니라 사회적 상황에 접근하지 못하여서 집에 오래 머물게 된다.
- 지인이나 주변사람들을 만나지 않거나 이들이 찾아오지도 않는다. 아무에게도 전화가 걸려오지 않으며 누군가를 자신의 집으로 찾아오게 하지도 않는다.
- 유의미하고 포괄적인 관계, 특히 정서적 육체적 모두 친밀한 사람이 없음

### 기여요인
다음의 위험요인들은 스스로를 사회와 거리를 두는 이유에 관한 것이다.
- 가정폭력 : 가해자가 피해자를 통제하기 위하여 사회적 고립을 택한다.
- 가정위기 : 대부분 가족 중 누군가가 해로운 행동을 아무렇지도 않게 할 때 발생한다. 예를 들어 부모 중 한쪽이 아이의 생각과는 반대되는 행동을 하면 아이는 충격을 받고 좌절감을 느낀다. 심지어 증상은 평생 아이를 따라다닐 수 있으며, 시간이 흐르면서 더 많은 증상들이 수면 위로 떠오를 수 있다.
- 건강 문제와 장애 : 사람들은 장애나 건강 문제로 인하여 당황하여, 사람들로부터 병약하다고 판단되거나 낙인이 찍힐까 하는 두려움에 스스로를 격리시키는 경향을 갖게 된다. 이는 자폐증(autism)이나 기타 다른 장애를 가진 사람들에게 흔히 보인다. 때론 당황스러움보다는 장애(disability) 자체와 지지 네트워크가 없는 것이 사회적 고립의 원인이 될 수도 있다.
- 배우자 상실 : 배우자와 떨어지거나 이혼하거나 배우자가 사망하였다면 남은 배우자는 외로움과 우울을 느낀다.
- 독거 : 2015년 미국 국립가족및결혼연구센터(National Center for Family & Marriage Research)에서 수행한 연구에서, 미국 성인 중 13%가 혼자 살고 있으며, 1990년 12%에서 상승하였다. 45세 이하 인구 중 독거 비율은 변화가 없지만, 45-65세 인구 중 독거 비율이 25년간 증가하였다. 65세 이상 인구 중 독거 비율은 이보다 더 낮다.
- 실업 : 해고, 실직, 방면 등을 당하거나 자신의 뜻대로 직장을 떠나는 경우 발생할 수 있다. 몇 달 혹은 몇 년동안 새 일자리를 찾으려 해도 찾아지지 못한 경우 고립감은 악화된다. 실직으로 인한 사회적 고립은 남성에게 특히 영향을 끼친다.
- 노화 : 인지장애 등의 문제가 발생하는 나이가 되면 나가서 사회활동을 하는 것이 불가능하게 된다.
- 청력 상실 : 청력상실은 의사소통 불능을 가져와 사회적 고립을 가져오는데 특히 노년층에서 자주 보인다.
- 교통 문제 : 모임에 참석하거나 집을 떠나기 위해 이용할 교통편이 없으면, 하루종일 집에 있을 수 밖에 없을 것이며 이는 우울감을 불러온다.
- 사교에 대한 두려움 : 사람들과 있는 것에서 발생하는 불편, 위험, 책임을 회피하려는 것, 타인이 무례하거나 적대감을 갖는다든지, 비판적이거나 판단을 내린다거나, 잔인하거나 아니면 불쾌한 경우 자주 발생한다. 귀찮은 일이나 사람을 대하는 어려움을 피하려고 혼자 있는 걸 좋아할 수 있다.
- 이벤트 없는 삶 : 특별한 사건들은 전통으로 가득하고 기억을 만든다. 그러나 만약 사교모임, 댄스, 이벤트에 참석하지 않는 기타 다른 행동으로 인하여 특별한 이벤트에 참석하지 못하면, 고립 증상이 발생하여 무한정 따라다닐 수 있다. 타인들이 이벤트에 참석하는 것을 막는 행동을 하는 경우도, 신경 쇼크 등과 같은 다양한 증상과 함께 고립을 가져오기도 한다. 이는 상처를 피하기 위하여 활동으로부터 스스로를 격리시킬 수 있다.

사회적 고립은 이른 시기 시작될 수 있다. 발달 단계 초기에서 타인과는 공유할 수 없는 자기만의 개체성(individuality)에 관한 느낌과 생각에 몰두할 수 있다. 이는 어렸을 적 경험으로 인한 수치, 죄책감, 소외감에서 비롯되기도 한다. 사회적 고립은 발달장애와 동시에 일어날 수 있다. 학습장애가 있는 사람은 스회적 상호작용에 문제가 있을 수도 있다. 학업에서 오는 어려움은 자존감과 자존감에 큰 영향을 준다. 심지어 유급까지도 필요할 수 있다. 유년 초기 발달 단계에서, 어울림와 받아들여짐은 가장 중요한 요소이다. 학습결함이 있으면 그러 인해 고립감을 느끼게 되고 타인과는 다르다는 느낌을 갖게 된다.
약물남용도 사회적 고립의 원인이자 결과이다. 이는 기분 관련 장애, 그리고 고독과 함께 자주 발생한다. Kimmo Herttua, Pekka Martikainen, Jussi Vahtera, Mika Kivimäki가 수행한 연구에서는, 혼자 사는 것이 사회적 고립 비율을 증가시키고 알코올과 기타 약물을 사용하는 빈도를 높이게 한다고 하였다.
연인이나 배우자를 잃는 것도 사회적 고립을 일으키는데 공헌할 수 있다. 여러 연구에서는 친구나 친척과 자주 접촉하는 미망인들은 심리적으로 더 건강하다고 밝혀졌다. 하정화(Jung-Hwa Ha)와 베릿 잉거솔-데이튼(Berit Ingersoll-Dayton)의 연구는 사회적 접촉과 상호작용을 많이 갖는 미망인들은 우울증상이 더 적다는 것을 밝혔다. 상실감을 느낄 때는 사회적 고립이 개인의 정신건강에 유익하지 않은 것이다.
인터넷이나 스마트폰과 같은 신기술이 사회적 고립을 악화시키는지에 대해서는 사회학자들 사이에서 논쟁이 분분하다. 온라인 소셜네트워크 커뮤니티가 생기면서, 현실에서 물리적 접촉을 하지 않는 사회 활동을 할 수 있는 선택지들이 늘었다. 채팅방, 게시판 등의 커뮤니티는 혼자 있으면서도 온라인 친구들로 구성된 커뮤니티를 만들어나가는 이들의 욕구를 충족시킬 수 있다.

### 유년기 청소년기 사회적 고립
중학생 때에는 사교적 문제들에 예민해지고 자존감이 깨지기 쉽다. 발달 과정에서 취약한 이 시기에는 학교에 대한 소속감을 지지해 주는 것이 매우 중요하다. 청소년기 소속감 발달은 사회적 정서적 안정과 학업적 성취를 위한 중요 요소라는 것이 연구를 통해 밝혀졌다. 또한 기존 연구에서는 청소년기 우정에서 오는 고독이 부모에서 오는 고독보다 우울증에 있어서 더 중요하다는 것이 밝혀졌다. 친구는 청소년기 사회적 지지의 근원이라고 할 수 있다. 학자들 사이에서는 성년기 고독이 우울증을 쉽게 걸리게 한다고 알려져 왔으나, 이후 고독한 어린이가 청년기에 우울증에 걸리기 쉽다고 밝혀지기도 했다. 한 연구에서는 유년기에 고독을 방지하는 것이 성년기 우울을 막는 요소라고 결론지었다. 사회적 고립의 아동은 이후에도 저조한 학업 성취를 보이며 성년기에도 더 낮은 사회계급을 취득하는 경향을 보이며, 성년기에도 심리적인 고통을 더 받게 된다. 연구는 아동이 사회적 지원을 받음으로써 고강도 스트레스를 더 쉽게 해소할 수 있다는 것을 보여준다. 또한 사회적 지지는 하나 이상 분야에 숙달해 있다는 유능감(feeling of mastery)과 스트레스를 유발하는 상황에 대처하는 능력, 그리고 삶의 질과 밀접하게 연관되어 있음을 보여준다.

## 같이 보기
- 감정적 고립
- 고독사
- 무연사회
- 분열성 인격장애
- 사회적 배제
- 소외
- 외로움
- 히키코모리